# 穆罕默德·穆伊奇
穆罕默德·穆伊奇（1933年4月25日—2016年2月20日），波斯尼亚和黑塞哥维那男子足球运动员。他曾代表南斯拉夫国奥队参加1956年夏季奥林匹克运动会足球比赛，获得一枚银牌。